# Lago di Costanza
Il lago di Costanza (in tedesco: Bodensee, AFI: /ˈboːdn̩ˌzeː/ , ma conosciuto anche come Schwäbisches Meer, letteralmente “Mare Svevo”; in alemanno: Bodesee; in francese: lac de Constance o Bodan; in romancio: lai da Constanza) è un lago subalpino posto al confine di tre paesi: Germania, Svizzera e Austria. Il suo principale immissario ed emissario è il fiume Reno. La maggiore profondità è di 253 metri. Il lago è posto ad un'altitudine di 396 m s.l.m.

## Origine del nome
Il lago di Costanza fu menzionato per la prima volta dal geografo latino Pomponio Mela, attorno al 43 a.C. Egli notò che il Reno scorreva attraverso due laghi, Lacus Venetus (l'odierno Obersee) e Lacus Acronius (l'odierno Untersee). Con Plinio il Vecchio prevalse il nome Lacus Raetiae Brigantinus, preso dalla città romana di Brigantium, l'odierna Bregenz. Più tardi divenne Lacus Constantinus (1187), nome poi utilizzato anche nella maggior parte delle lingue europee (francese Lac de Constance), a causa dell'importanza assunta dalla città di Costanza.

## Geografia fisica

### Geologia
Il lago di Costanza è stato formato dal Ghiacciaio del Reno durante le glaciazioni Riss e Würm. I fiumi Reno, Bregenzer Ach e Dornbirner Ach trasportano grosse quantità di sedimenti dalle Alpi al lago, riducendone le dimensioni a partire da sud-est. Le immense tensioni nella crosta terrestre che sono prevalso durante la formazione delle Alpi hanno creato un bacino di avampaese. In questo bacino si formarono ghiacciai di oltre 1000 m di spessore (ghiacciai del Reno) durante i periodi glaciali Riss e Würm. Nel Pleistocene, questi ghiacciai sono stati in parte erosi. In questo modo si è formato il bacino del Lago di Costanza, che ha acquisito gradualmente la forma attuale grazie all'erosione glaciale e fluviale.

### Morfologia
Posto a un'altitudine di 396 m sul livello del mare, la maggiore profondità è di 252 m, nel mezzo della parte orientale (Obersee). Il suo volume è approssimativamente di 55 km³. Il lago di Costanza è il secondo più grande lago alpino dopo il Lago Lemano (lago di Ginevra).

### Idrologia
Il bacino idrografico del Lago di Costanza, compresa la superficie del lago, si estende per circa 11.500 km². Con un volume totale di circa 48 km³ e una profondità fino a 253 m (IGKB, 2004) il lago funge da serbatoio di acqua potabile per gran parte dell'area.
Il bilancio idrico del Lago di Costanza è determinato principalmente dai suoi affluenti e dal deflusso del lago nel Hochrhein. Circa il 62% dell'acqua che entra nel Lago di Costanza è fornita dal Reno alpino.

#### Temperatura dell'acqua
La temperatura media dell'acqua è di 20 °C a luglio e di 15 °C a ottobre, ma può salire a oltre 25 °C dopo diversi giorni di caldo. La temperatura media del lago si è riscaldata di circa 0,9 °C a causa del riscaldamento globale nel periodo 1990-2014 rispetto al periodo 1962-1989, e si ritiene probabile un ulteriore riscaldamento di 2 o 3 °C.

#### Acqua potabile
In media, 130 milioni m³ all'anno vengono prelevati dal bacino idrografico del Lago di Costanza come acqua potabile e distribuiti nel Baden-Württemberg.

##### Immissari principali
- Reno alpino: comprende il tratto del fiume a valle della confluenza del Reno anteriore e di quello posteriore a Reichenau fino allo sbocco nel lago di Costanza[10].
- Bregenzer Ach
- Argen (del Baden-Würtemberg)
- Canale interno del Rheintal (Rheintal-Binnenkanal)[11]
- Schussen (del Baden-Würtemberg)[12]
- Dornbirner Ach
- Seefelder Ach
- Rotach

### Territorio
Il lago è composto dai laghi superiore (Obersee, lungo 63,5 km e largo fino a 14 km), laterale (Überlingersee) e inferiore (Untersee). Il lago è attraversato dal Reno, che si sfocia nel a Hard e lo lascia a Stein am Rhein.

#### Lago superiore (Obersee)
Con una superficie di 473 km², l'Obersee è la parte più grande del Lago di Costanza; si estende per 63,3 km tra Bregenz e Bodman-Ludwigshafen ed è largo 14 km tra Friedrichshafen e Romanshorn. Il suo punto più profondo tra Fischbach e Uttwil misura 251,14 m.

#### Lago laterale (Überlingersee)
Il lago laterale è il braccio nord-occidentale dell'Obersee, la parte superiore del Lago di Costanza, che si dirama a Costanza dalla parte principale del lago e arriva fino a Bodmann-Ludwigshafen.

#### Lago inferiore (Untersee)
Con una superficie di circa 62 km², l'Untersee è il più piccolo dei laghi del Lago di Costanza. 47 km² dell'area appartengono alla Germania (Baden-Württemberg) e i restanti 13 km² ai cantoni svizzeri di Turgovia e Sciaffusa.

## Clima
Il clima del Lago di Costanza è caratterizzato da temperature miti e calde, soprattutto quando il Föhn soffia da sud. In autunno e in inverno si verificano spesso fenomeni nebbiosi in pianura. La regione del Lago di Costanza, nella classificazione dei climi di Köppen, rientra nella zona climatica a clima temperato umido.

### Temperatura
La temperatura media annua del Lago di Costanza è di circa 18,5°
Le massime diurne sono di 12 °C in media all'anno.
Di notte la media è di 3 °C.
La durata del sole è di circa 4 ore al giorno.

### Cambiamenti climatici
Si stanno verificando cambiamenti sostanziali a causa del riscaldamento globale. Le temperature medie dell'aria sul Lago di Costanza sono aumentate in media di 1,1 °C tra il 1962 e il 2013, e le temperature dell'acqua sulla superficie del lago sono in media 0,9 °C più calde oggi rispetto a 50 anni fa. L'andamento stagionale del livello dell'acqua del Lago di Costanza è influenzato in modo significativo dal suo bacino idrografico alpino e dalle condizioni climatiche che vi prevalgono. A partire dagli anni '90 sono stati osservati livelli d'acqua estivi significativamente più bassi. Uno dei motivi principali è la riduzione delle precipitazioni nevose nelle regioni alpine. Con la diminuzione del manto nevoso e delle precipitazioni nevose, il disgelo estivo è più basso. Inoltre le alterazioni relative ai cicli di precipitazione ed evaporazione possono contribuire a questo cambiamento.
A questo proposito sono stati finanziati diversi progetti come per esempio KLIMOBO, commissionati dall'IGKB (Commissione Internazionale per la Protezione del Lago di Costanza) per studiare gli effetti del cambiamento climatico sul lago e approntarne le contromisure.
Il Lago di Costanza è considerato dagli appassionati di sport acquatici un'area impegnativa e pericolosa, a causa del pericolo di forti raffiche durante i cambiamenti improvvisi del tempo. Il vento più pericoloso è il Föhn, un vento caldo discendente dalle Alpi, che si diffonde in particolare attraverso la valle del Reno sull'acqua e può spingere davanti a sé le tipiche creste d'onda alte diversi metri con venti a volte gagliardi.

## Geografia antropica

### La riva
La riva del Lago di Costanza è costituita principalmente da ghiaia. In alcuni punti tuttavia si trovano anche vere e proprie spiagge sabbiose, come sulla penisola Rohrspitz nella sezione austriaca del lago presso la spiaggia DLRG-Strand di Langenargen e a Marienschlucht. Secondo la Commissione Internazionale per la Protezione del Lago di Costanza (IGKB) la lunghezza della riva è di 273 km.
- Baden-Würtemberg (Germania): 155 km (57%)
- Svizzera: 72 km (26%)
- Vorarlberg (Austria): 28 km (10%)
- Baviera (Germania): 18 km (7%)

Questo valore cambia costantemente a causa dell'afflusso di acqua, soprattutto in seguito alle piogge e allo scioglimento delle nevi nelle Alpi.

### Isole

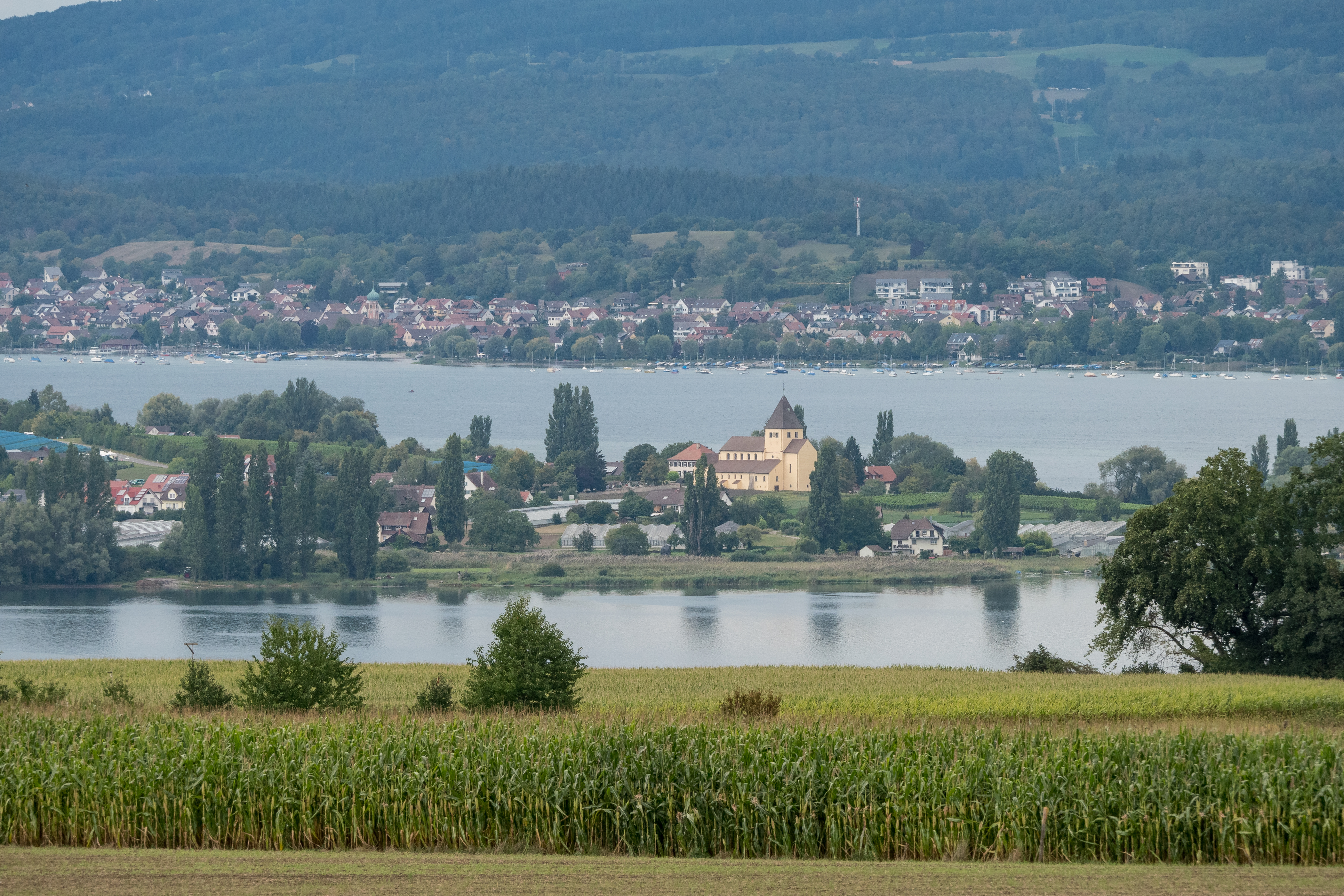
L'isola di Reichenau
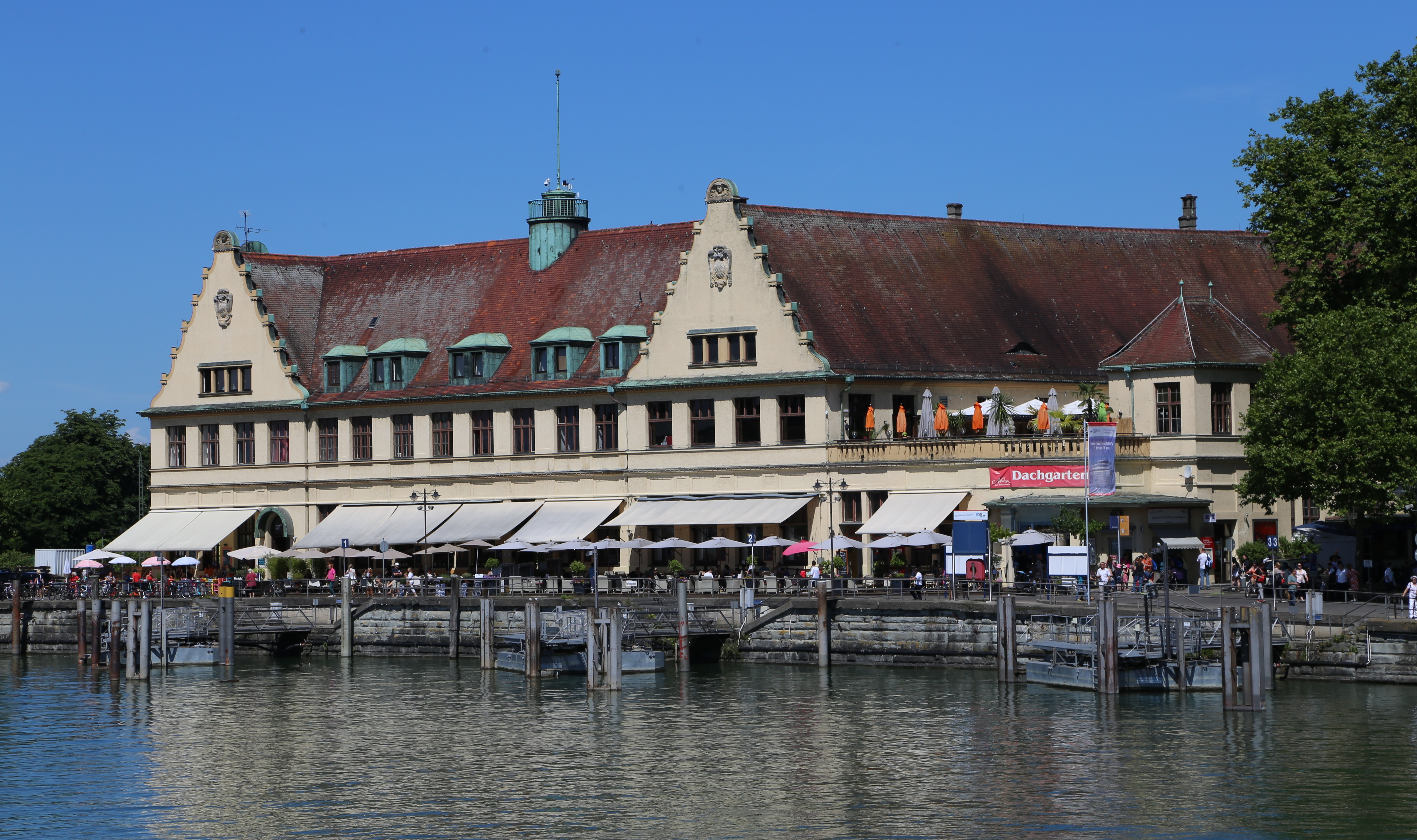
L'ex stazione ferroviaria Lindau-Insel.
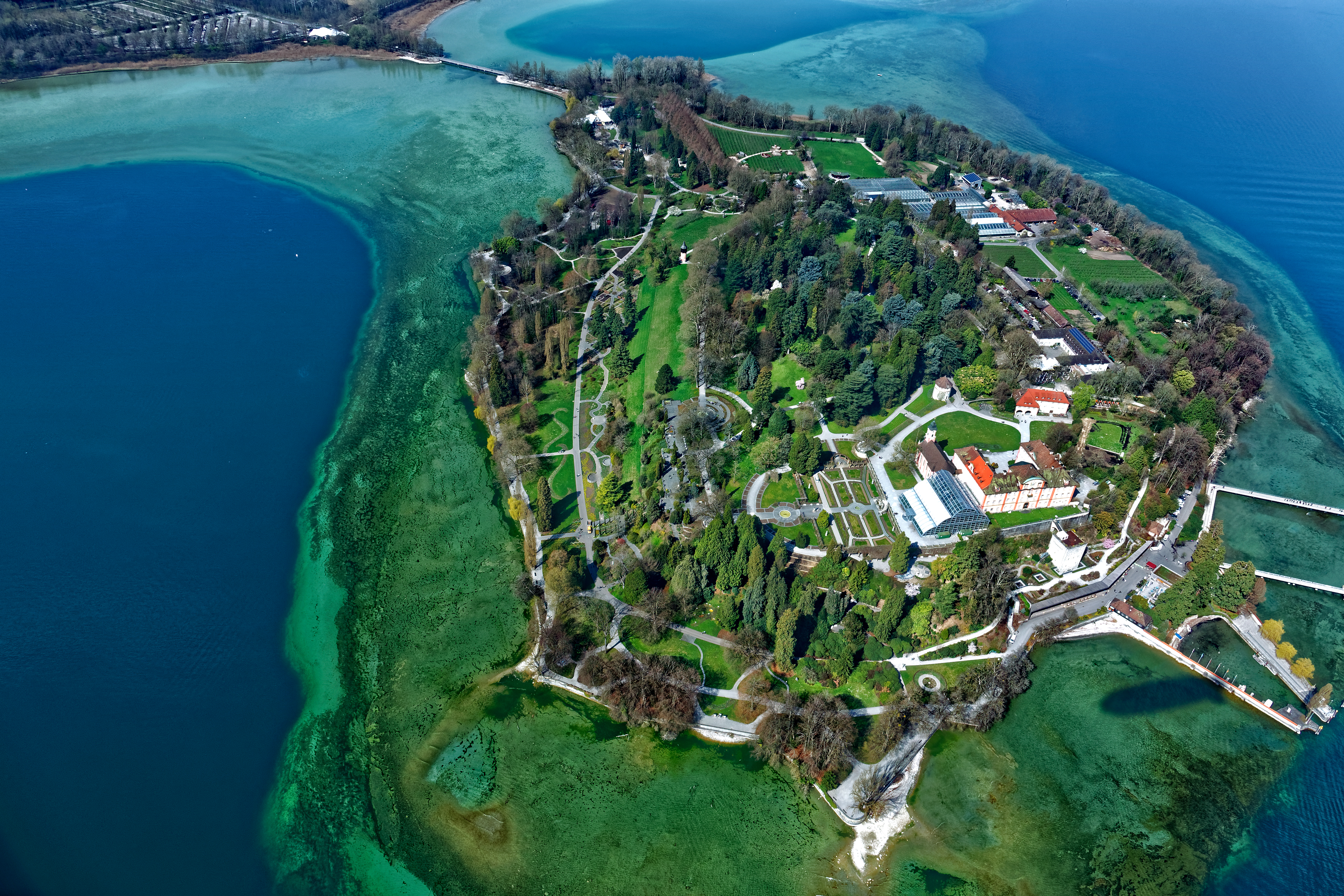
Vista dall'alto sull'isola di Mainau.

| Isole      | Reichenau | Mainau   | Lindau   | Isola di Costanza |
| Perimetro  | 11,00 km  | 3,00 km  | 3,00 km  | 0,6 km            |
| Superficie | 4,28 km²  | 0,44 km² | 0,53 km² | 0,02 km²          |

- Isola di Reichenau (nel Untersee): È l'isola più grande (430 ettari). L'antico monastero di Reichenau è patrimonio mondiale dell'UNESCO dal 2000. La Basilica dei Santi Pietro e Paolo è una delle tre chiese romaniche dell'isola di Reichenau,[2] costruita tra il IX e il XII secolo. Il trio comprende anche la Chiesa abbaziale dei Santi Maria e Marco come ex chiesa del monastero dell'abbazia benedettina e la chiesa di San Giorgio con i suoi famosi affreschi.[17]
- Isola di Lindau: Situata all'estremo est dell'Obersee, è la seconda isola in ordine di grandezza (68 ettari). Ospita sia il centro storico che l'ex stazione ferroviaria principale della città di Lindau.
- Isola di Mainau: La terza isola (45 ettari) si trova nella parte sud-orientale del lago di Überlingen. I proprietari, la nobile famiglia Bernadotte[18], hanno messo a disposizione l'isola come destinazione turistica, creando giardini botanici e recinti di animali.
- Triboldingerbohl (13 ettari) e Langbohl (3 ettari): Relativamente grandi, disabitate e inaccessibili, si trovano di fronte della riserva naturale Wollmatinger Ried.

Le isole più piccole nell'Obersee sono:
- l'isola Dominicana o isola di Costanza (1,8 ettari), separata dalla città vecchia di Costanza da un fossato largo sei metri, con l'hotel Steinberger che si trova in un ex monastero domenicano
- la piccola isola di Hoy vicino a Lindau (53 m²)
- le dieci isole artificiali sull'argine del Reno dalla parte di Fußach
- l'isola Inseli al porto di Romanshorn
- la Wollschweininsel (anche Wulesaueninsle) al Seepark di Kreuzlingen

### Sovranità
Non esiste un trattato internazionale che specifichi in maniera precisa la sovranità del lago posto al confine fra Austria, Germania e Svizzera.
Nel corso del XVII secolo la sovranità venne disputata fra gli stati rivieraschi, dando anche luogo ad una serie di battaglie navali combattute sul lago, da inserire nel contesto più ampio delle rivalità anche di stampo religioso associate della Guerra dei Trent'anni (1618-1648). Si trovarono pertanto a fronteggiarsi per esercitare l'egemonia sul lago sul versante nord-est l'impero Asburgico (di religione cattolica) e nel nord-ovest il ducato protestante del Württemberg alleato del Regno di Svezia e del Regno di Francia, mentre a sud la confederazione svizzera (in parte cattolica ed in parte protestante) si manteneva neutrale.
Tuttavia il lago storicamente ha avuto una funzione di collegamento più che di separazione fra le diverse comunità che si affacciavano su di esso. La lingua in comune (celtica, romanza e infine tedesca) e la diocesi di Costanza, che rimase in comune dall'inizio della cristianizzazione fino al 1816, hanno garantito l'unità culturale nelle corso dei secoli. A questo va aggiunto che la navigazione ha sempre consentito il trasporto delle persone e delle merci, favorendo lo sviluppo di importanti imprese commerciali (ad es. Compagnia di Ravensburg, Compagnia Diesbach-Watt). Non deve stupire pertanto se è sin dal 1312 che le città costiere hanno sentito il bisogno di riunirsi in leghe cittadine, come ad esempio Lega delle città sveve (1376) o la Lega di Costanza (1385). I problemi comuni legati alla navigazione indussero in più occasioni i paesi confinanti, inoltre, a organizzare conferenze per risolvere le varie questioni che venivano sollevate.

#### Situazione attuale
La ripartizione del lago fra gli stati rivieraschi non è mai stata decisa. Esiste un trattato del 1854 per la sovranità dell'Untersee (risalente a una regolamentazione del 1554), un altro trattato del 1878-1879 assegna la sovranità dell'insenatura di Costanza e l'Überlingersee è attribuito per antica consuetudine alla Germania (visto che è completamente circondato dal territorio di questa nazione), il confine sull'Obersee (che è la porzione più significativa del lago) non è mai stato definito formalmente.
La Svizzera sostiene che esista una linea di confine nel lago (da fissare, come solitamente avviene nelle acque interne, lungo la linea mediana) che separi in modo netto le porzioni di sovranità di ciascuna nazione. L'Austria, a sua volta, considera l'Obersee, fatte salve le porzioni di acqua litoranee fino ad una profondità di 25 metri (Halde), un condominio in cui le tre nazioni esercitano la sovranità in maniera congiunta. La Germania non ha assunto una posizione ufficiale sulla materia anche se durante le due guerre mondiali per motivi bellici ha impedito la navigazione e attuato misure di difesa adottando de facto il principio della linea media.

Pur lasciando irrisolta la questione della sovranità, le nazioni hanno adottato una serie di convenzioni per regolare i vari aspetti pratici che nel tempo si sono posti al riguardo del lago (pesca, navigazione, protezione ambientale...).

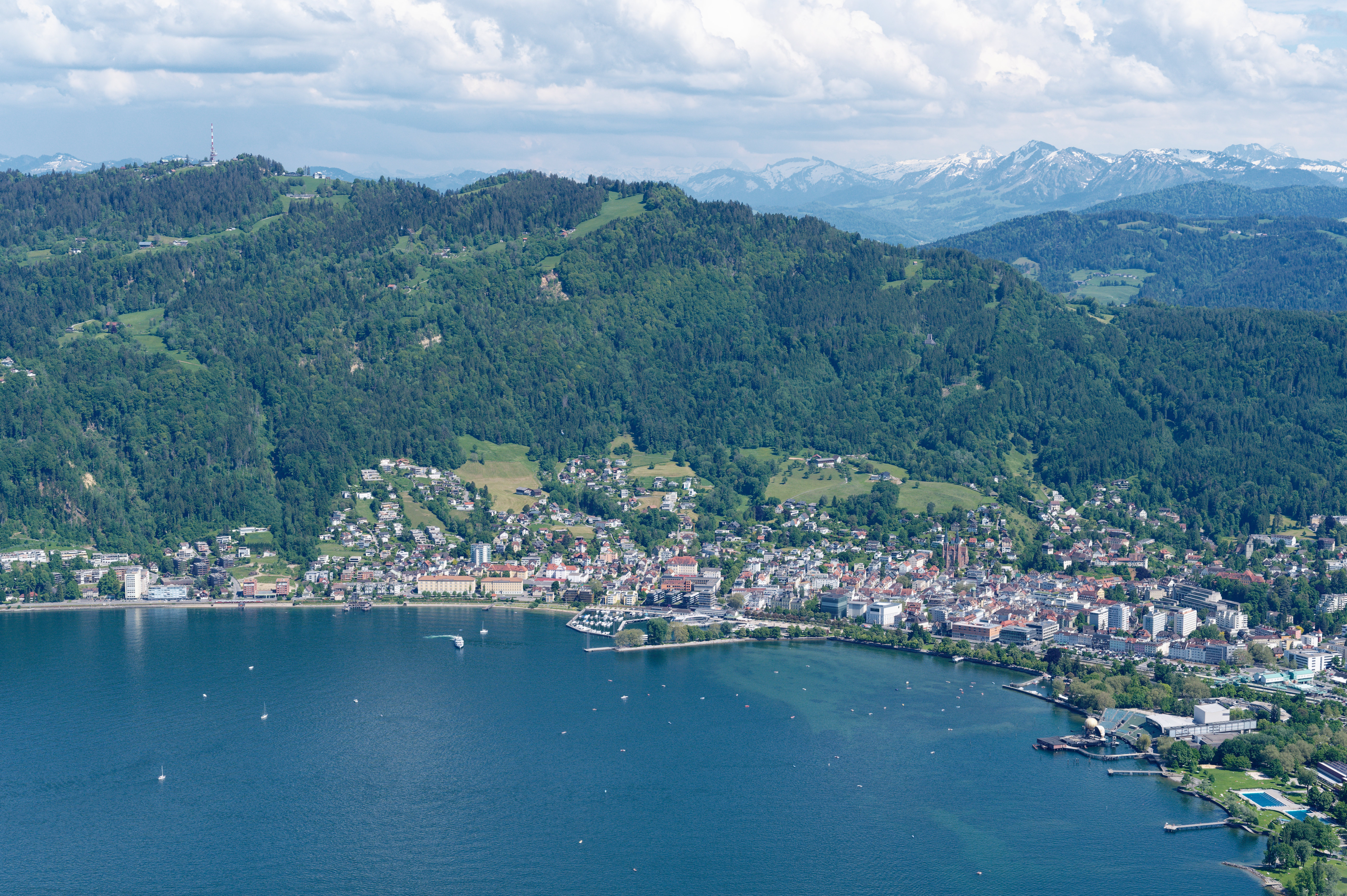
Vista di Bregenz dal dirigibile Zeppelin.

### Città e paesi sulle rive del lago

#### Austria

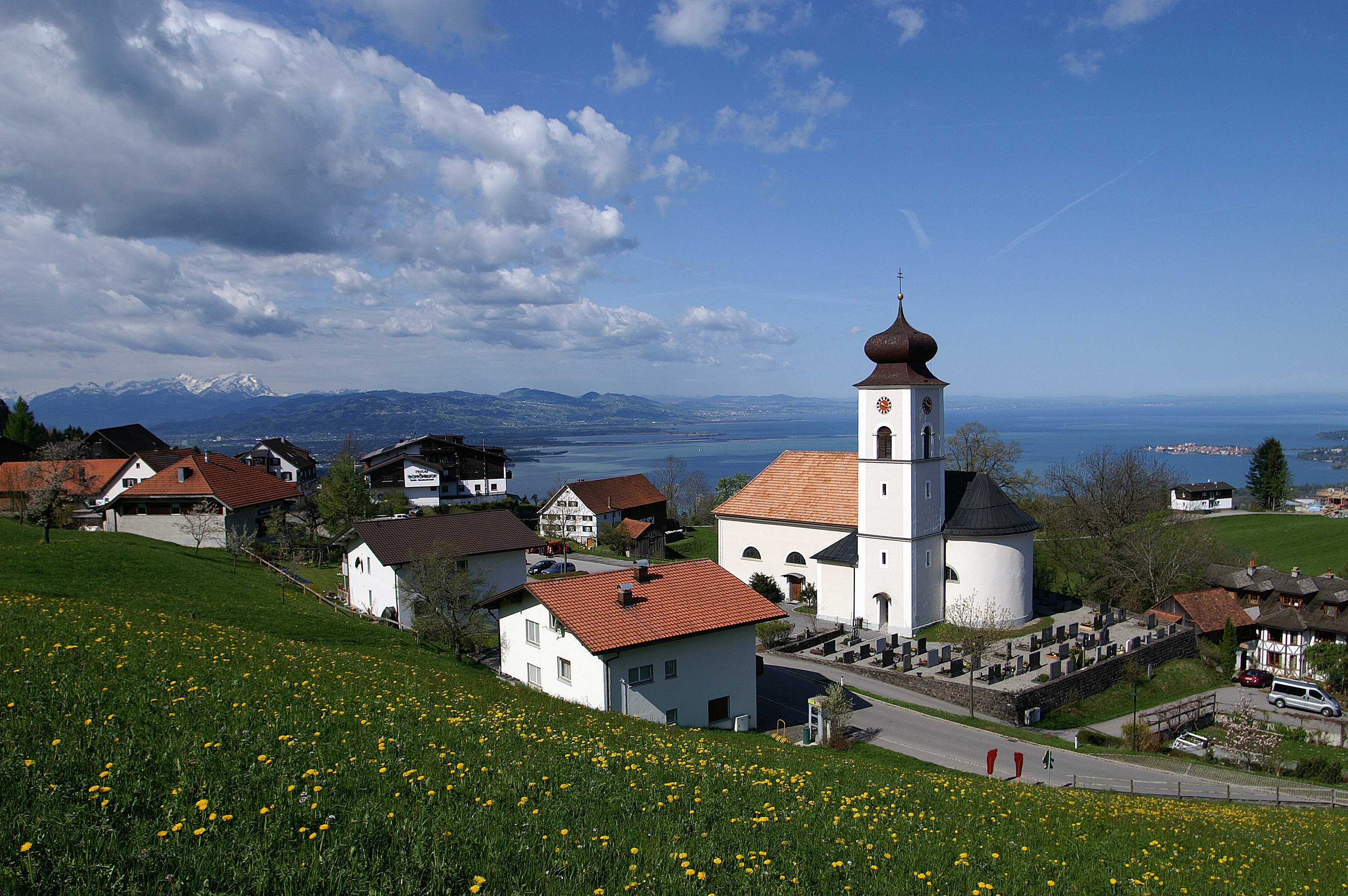
Il paese austriaco di Eichenberg nei pressi del lago di Costanza e, sullo sfondo, le Alpi svizzere

Dall'ingresso del Reno, sulla costa di destra:
- Hard
- Bregenz
- Lochau

#### Germania

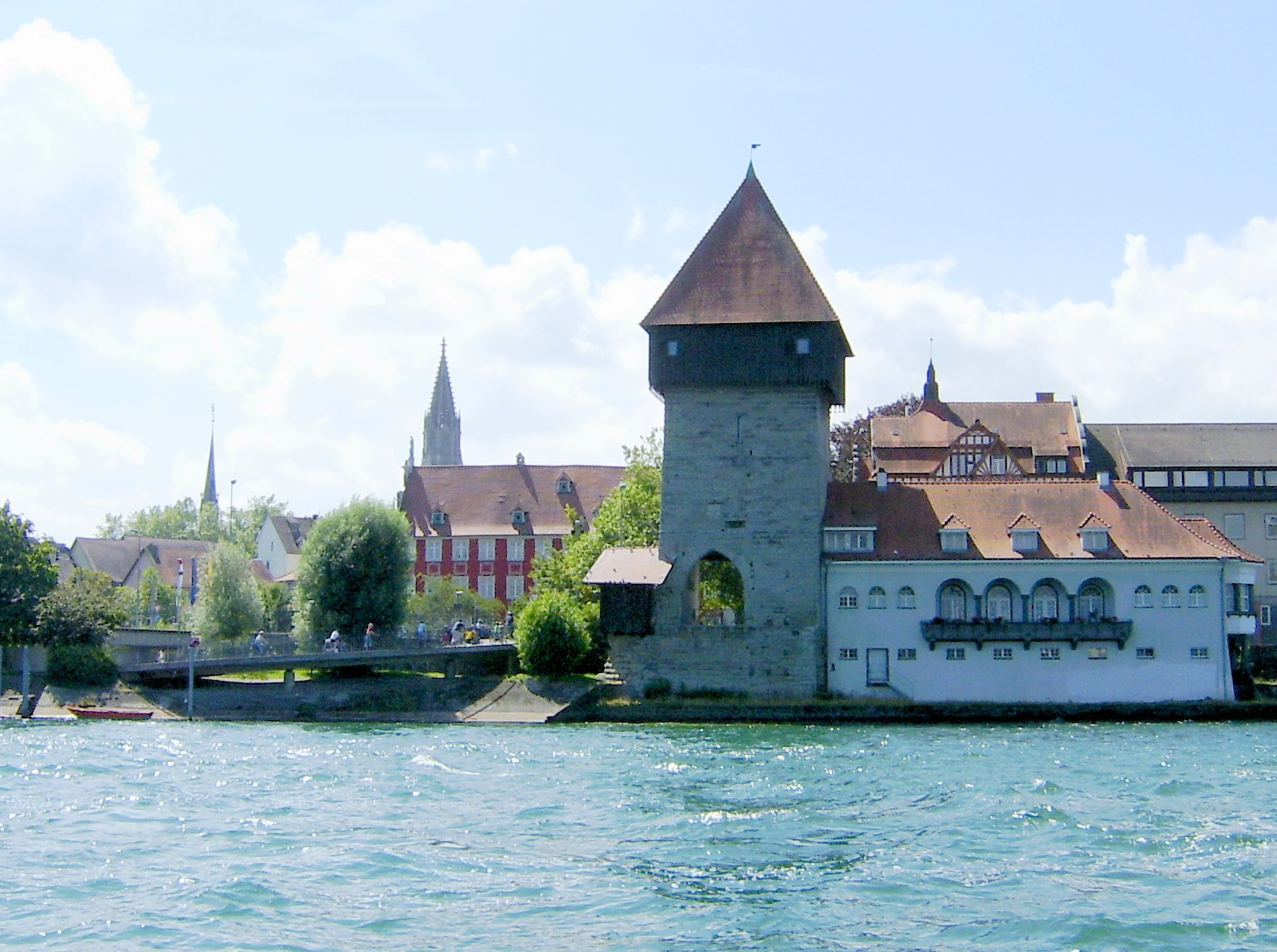
La torre della Porta del Reno di Costanza.

Sulla costa nord o di destra:
- Sull'Alto Lago (Obersee) e sull'Überlinger See

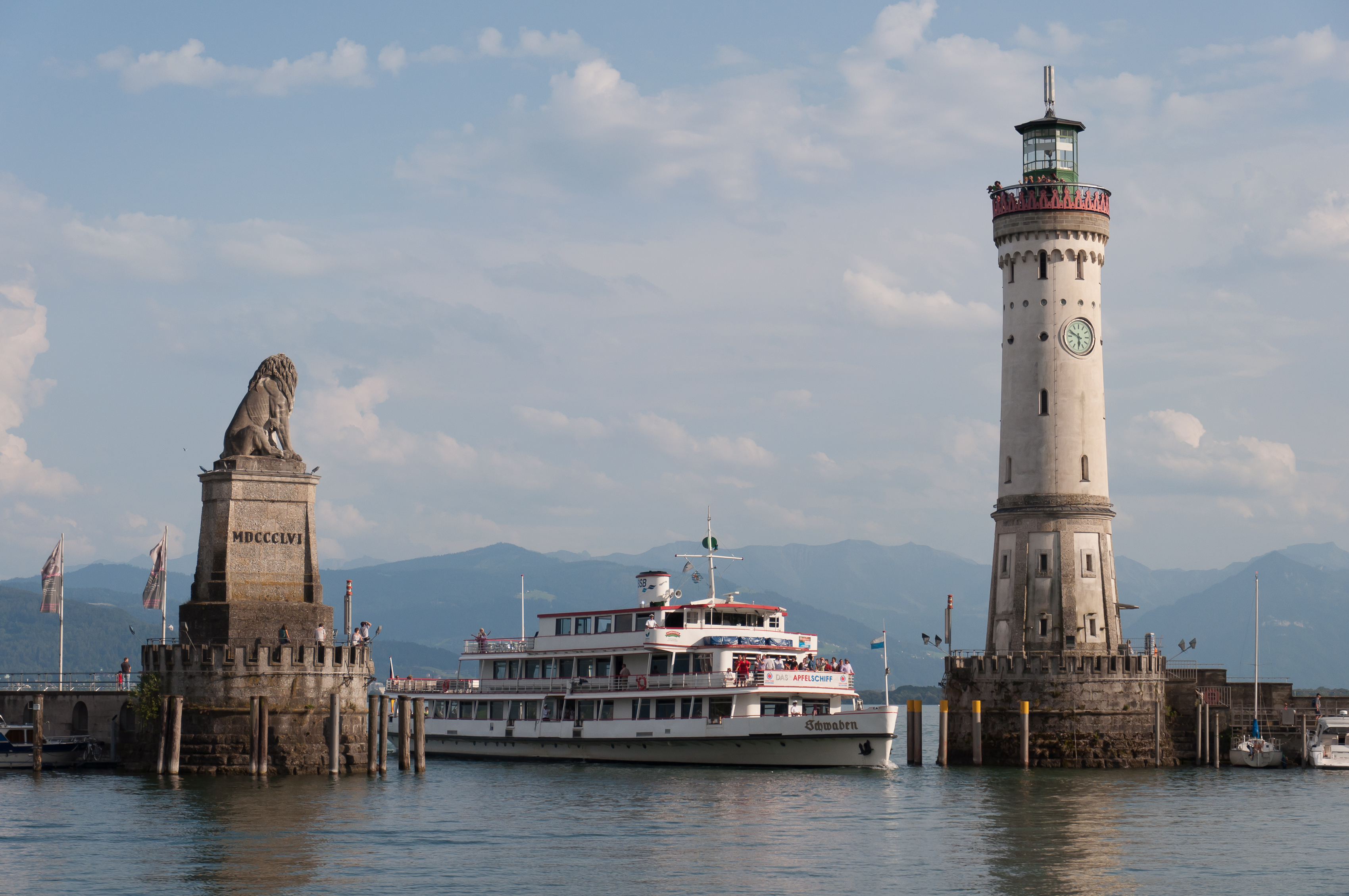
Il porto di Lindau

  - Lindau, BavieraIl porto di Lindau
  - Wasserburg, Baviera
  - Kressbronn, Baden-Württemberg
  - Langenargen
  - Eriskirch
  - La torre della Porta del Reno di Costanza.Friedrichshafen
  - Immenstaad
  - Hagnau
  - Stetten
  - Meersburg
  - Daisendorf (sull'Überlinger See)
  - Unteruhldingen
  - Überlingen
  - Sipplingen
  - Bodman-Ludwigshafen

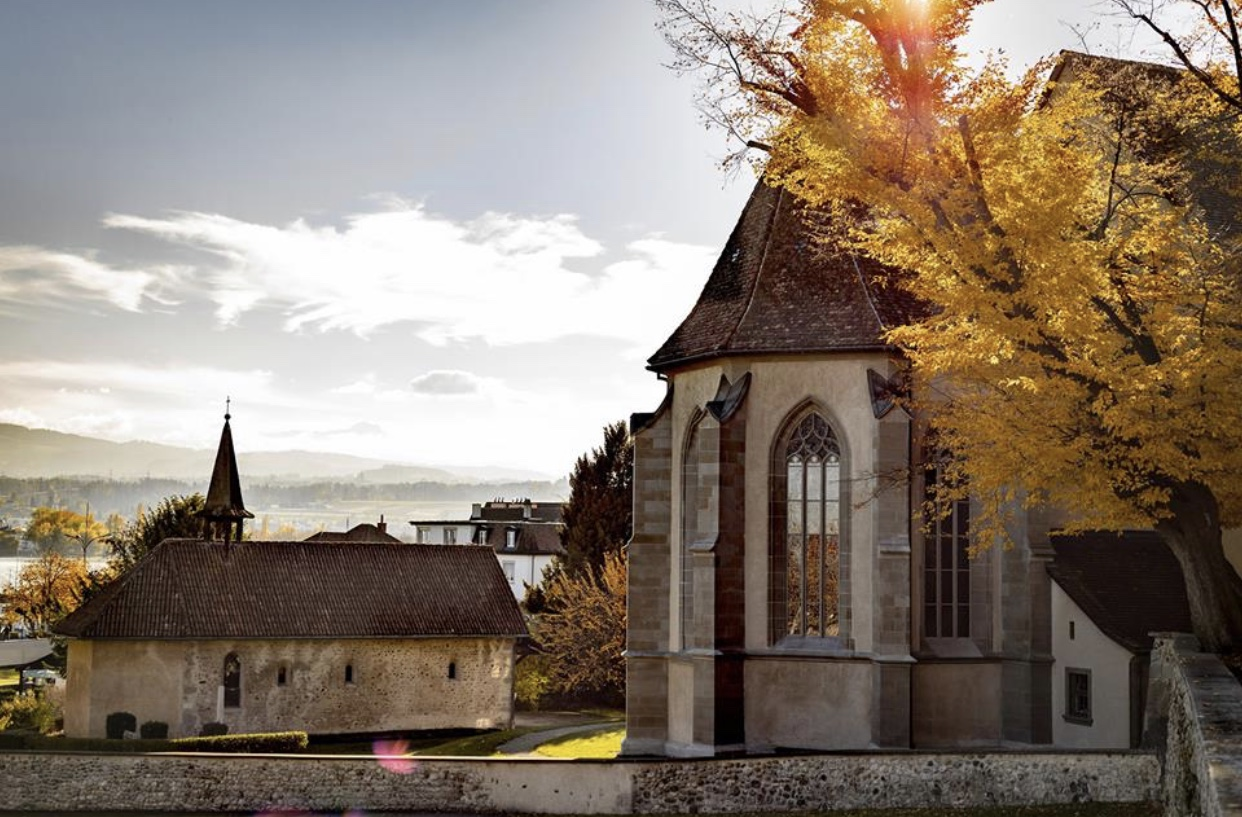
Chiesa cattolica di Arbon con vista sul lago.

  - Chiesa cattolica di Arbon con vista sul lago.Wallhausen (un quartiere di Costanza)
  - Dingelsdorf (un quartiere di Costanza)
  - Litzelstetten (un quartiere di Costanza)
- Costanza
- Sul Basso Lago (Untersee)
  - Allensbach (sullo Gnadensee)
  - Radolfzell (sullo Zellersee)
  - Gaienhofen

#### Svizzera
Dall'ingresso del Reno, sulla costa sud o di sinistra:
- Sull'Alto Lago (Obersee)
  - Altenrhein, San Gallo
  - Rorschach, San Gallo
  - Horn, Turgovia
  - Steinach, San Gallo

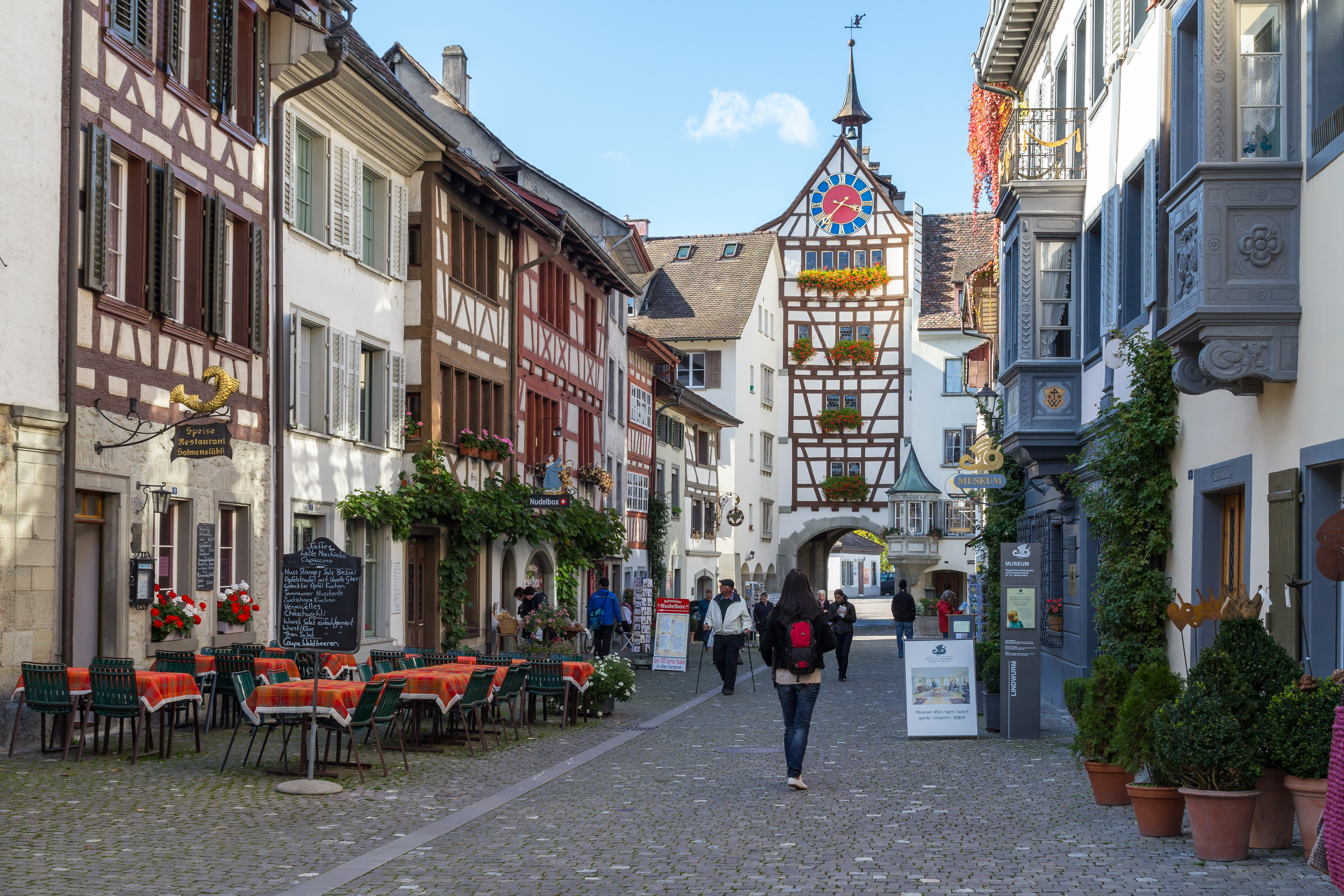
La città bassa a Stein am Rhein.

  - Arbon, Turgovia (come le seguenti)

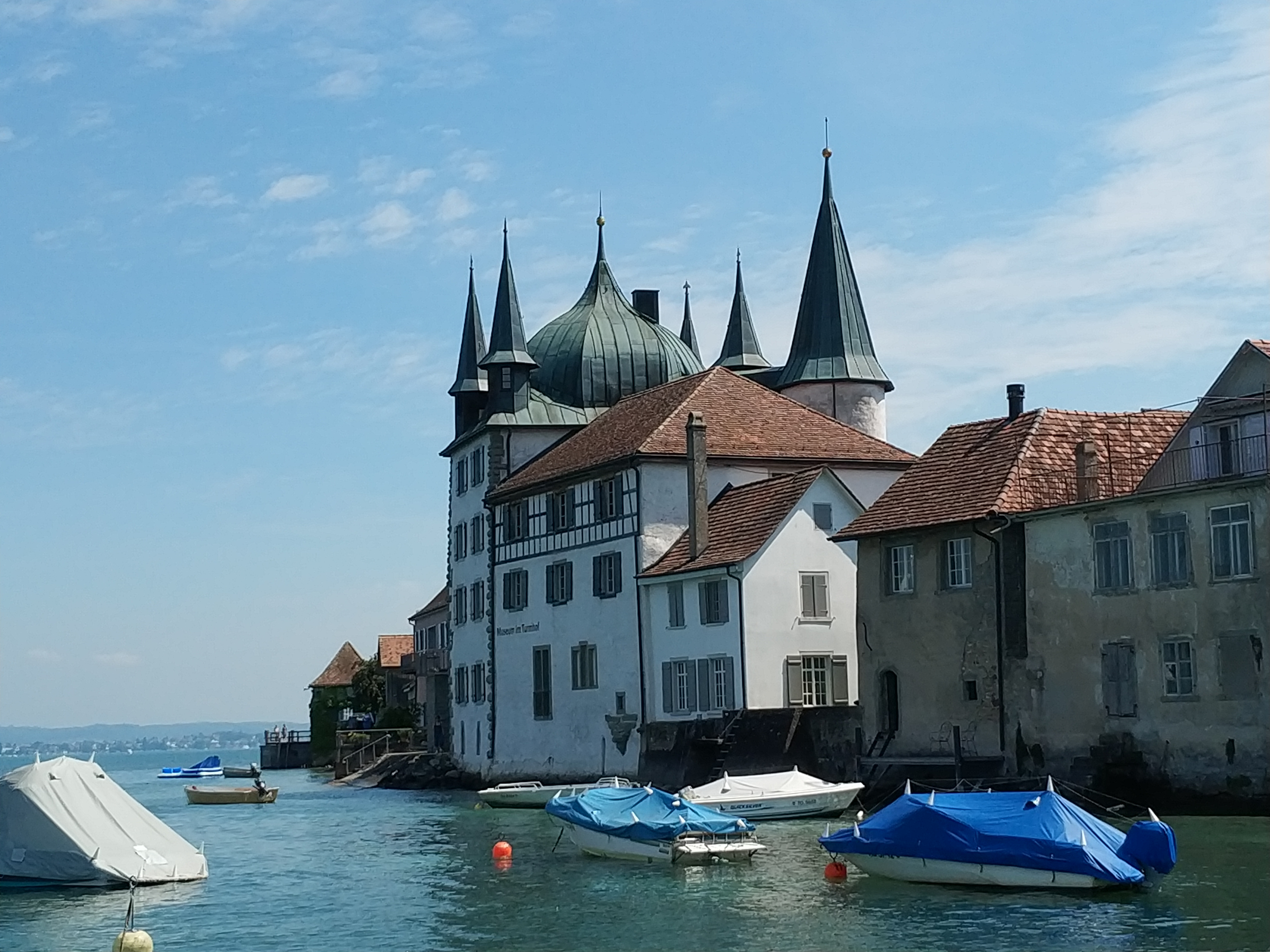
Il Turmhof a Steckborn.

  - Frasnacht
  - Il Turmhof a Steckborn.Egnach
  - Romanshorn
  - Uttwil
  - Kesswil
  - Güttingen
  - Altnau
  - Landschlacht
  - Münsterlingen
  - Bottighofen
  - Kreuzlingen
- Sul Reno
  - Gottlieben
- Sul Basso Lago (Untersee)
  - Ermatingen
  - Mannenbach
  - Berlingen
  - Steckborn
  - Mammern
  - Eschenz
  - Stein am Rhein

## Storia
L'insediamento della riva del lago risale al mesolitico (IX millennio a.C.). Gli insediamenti costieri del Neolitico e dell'Età del Bronzo (IV-II millennio a.C.) nelle zone umide del Lago di Costanza, che sono in un eccellente stato di conservazione, sono di grande interesse per la ricerca preistorica in Europa. Intorno al I secolo a.C., i Romani incontrarono dei popoli celtici (Vindelici, Briganti, Elvezi) che furono gradualmente romanizzati. Il limes Reno-Iller-Danubio correva a sud del lago di Costanza, venendo da Cambodunum (Kempten), lungo Brigantium (Bregenz), Arbor Felix (Arbon), Ad Fines (Pfyn), Tagaetium (Burg Stein am Rhein) e proseguendo verso ovest. Gli Alemanni non si stabilirono definitivamente nella zona fino al VI secolo d.C.. Intorno al Seicento, la cristianizzazione divenne tangibile grazie ai missionari Colombano e Gallo. La feudalizzazione e la concessione di immunità portarono a una forte frammentazione territoriale in principati ecclesiastici e secolari, città imperiali e molte piccole contee e domini, che furono sostituiti da stati moderni solo dopo il 1800.

## Economia

### Vigneti e arboricoltura
La regione beneficia del microclima del lago. Più di un migliaio sono le aziende ortofrutticole. Circa un terzo della produzione di mele dell’intera Germania proviene dalle rive del lago. Anche i vigneti hanno un ruolo importante: qui si coltivano Pinot Nero, Müller-Thurgau e Pinot Bianco. Intorno al lago di Costanza si trovano i vigneti più alti della Germania (dai 400 ai 560 metri sul livello del mare).

### Turismo

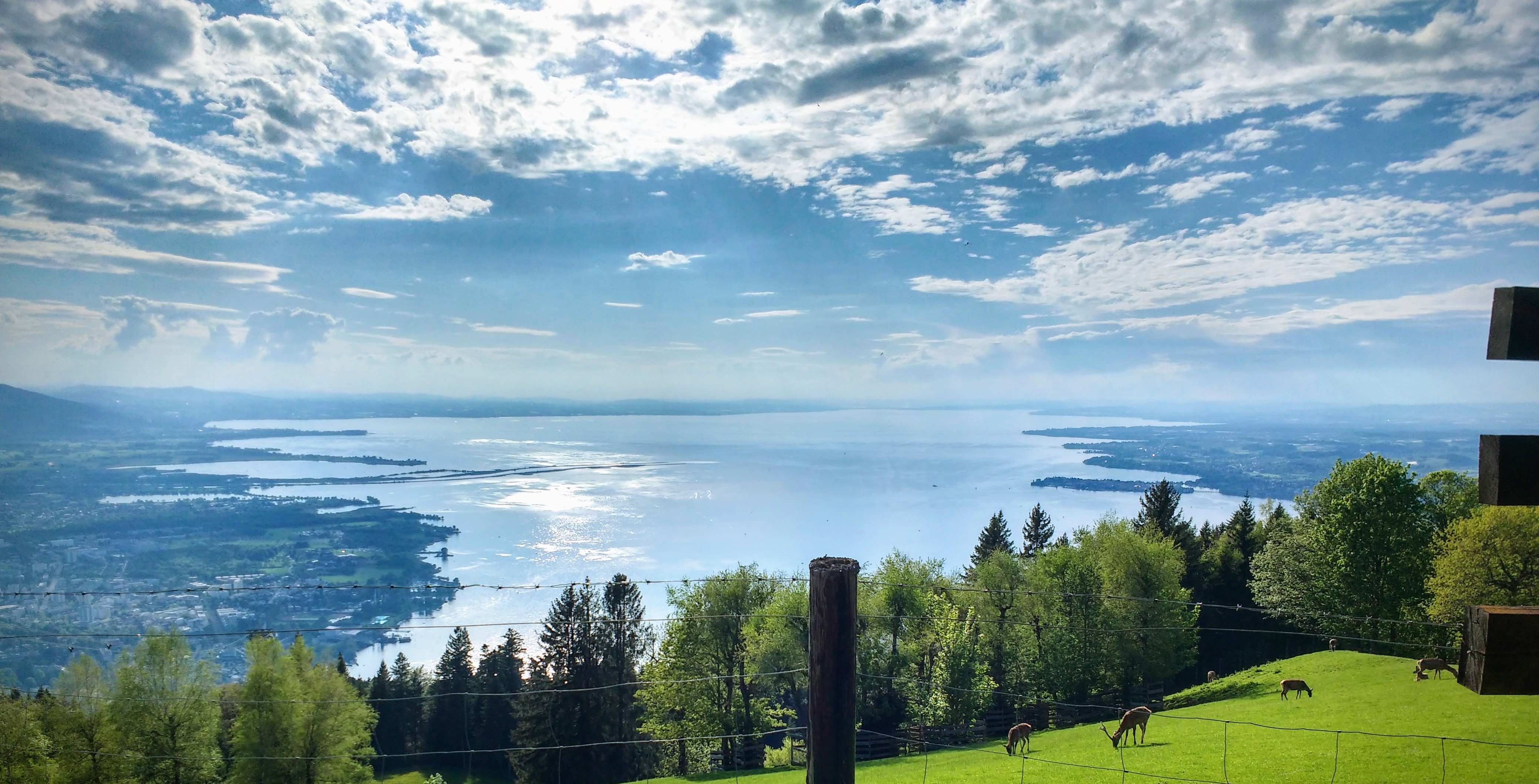
Vista dell'Obersee dal monte Pfänder

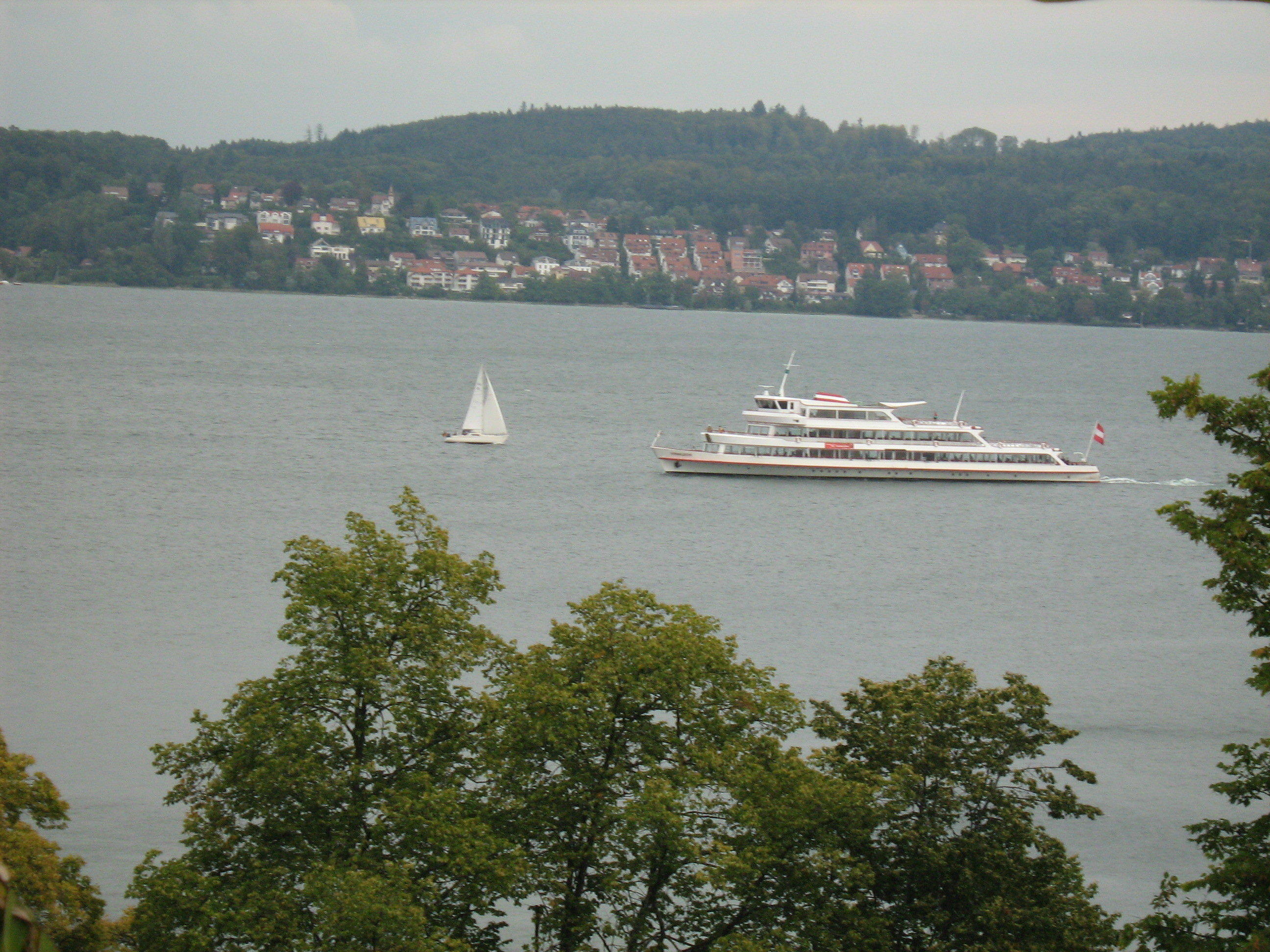
Barca a vela e una nave della flotta bianca (Weisse Flotte)

L'industria del turismo gioca un ruolo importante per la regione: il fatturato annuo ammonta a circa 1,8 miliardi di euro, con visitatori giornalieri e pernottanti che contribuiscono ciascuno alla metà del fatturato turistico.
Fattori determinanti sono: un'infrastruttura ben sviluppata e una rete di attrazioni e destinazioni turistiche. Le città di Costanza, Überlingen, Meersburg, Friedrichshafen e Lindau sono di particolare importanza, ma anche le cascate del Reno vicino a Sciaffusa, l'isola di Mainau, il santuario di Birnau, castelli e palazzi come l’abbazia di Salem o il castello di Meersburg, l'intero paesaggio museale, come il museo Zeppelin a Friedrichshafen, il Museo Dornier, il Museo Ebraico Hohenems, i siti patrimonio mondiale dell'UNESCO dell'isola di Reichenau e le palafitte Neolitiche di Unteruhldingen.
A est, dove le Prealpi Svizzere si avvicinano molto all'alto lago, ci sono alcune funivie le cui stazioni a valle sono abbastanza vicine alla riva. La funivia più famosa del Lago di Costanza è la Pfänderbahn, che ha la sua stazione a valle a Bregenz.
Dal 2001, gli zeppelin di nuova tecnologia hanno ripreso a sorvolare il lago con giri regolari dall'aeroporto di Friedrichshafen.

#### Percorsi di trekking e di pellegrinaggio
Il sentiero escursionistico circolare, segnalato come Bodensee-Rundweg, attraversa i territori di Germania, Austria e Svizzera. È destinato principalmente all'escursionismo, mentre i ciclisti utilizzano la pista ciclabile del Lago di Costanza.
È destinato principalmente all'escursionismo, mentre i ciclisti utilizzano la pista ciclabile del Lago di Costanza, la Bodensee Radweg.

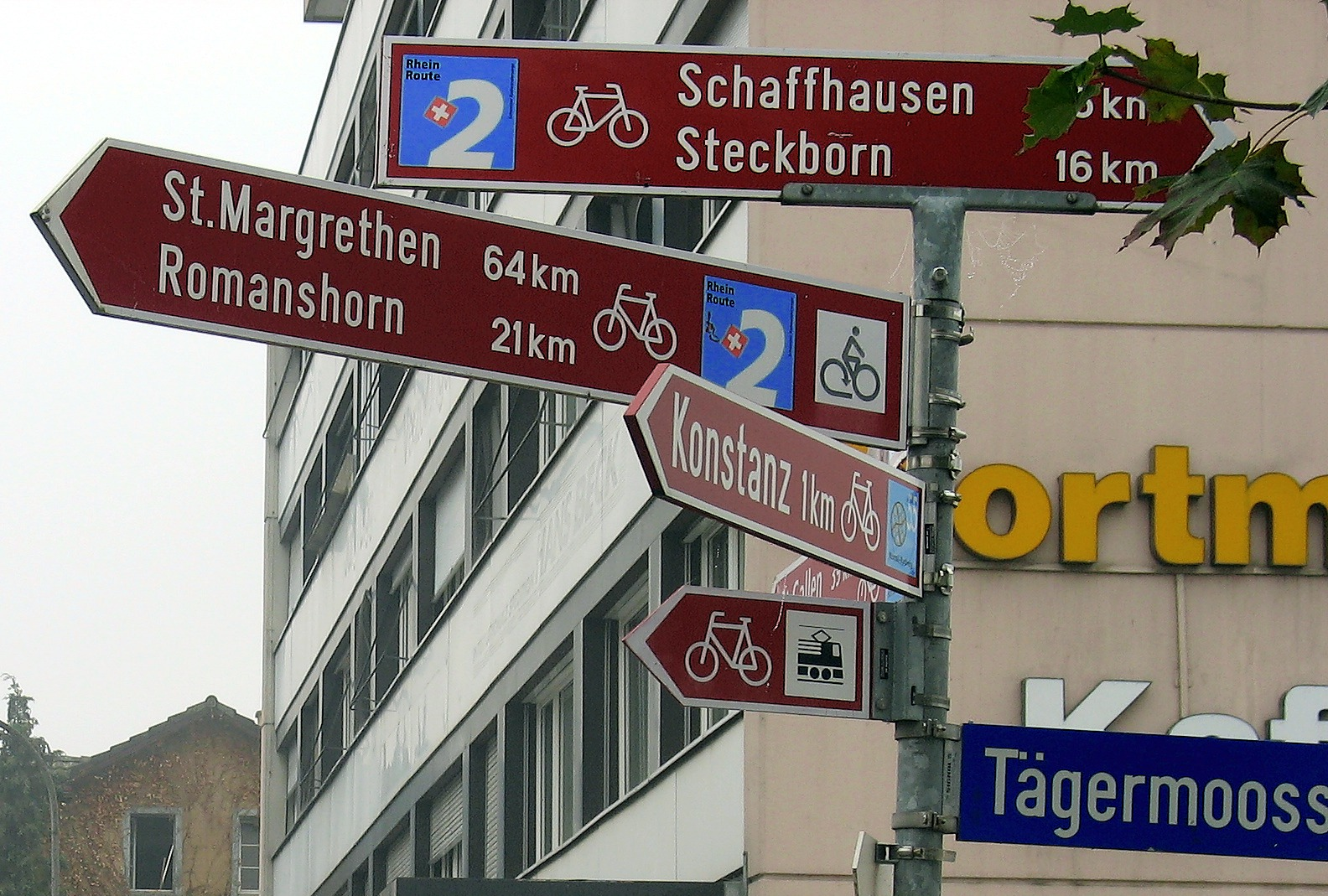
Il lago di Costanza ha una rete ben sviluppata e segnalata di piste ciclabili che funziona oltre i confini.

Il Lago di Costanza è anche un punto di riferimento per gli escursionisti di lungo corso e i pellegrini. Da secoli è un punto di riferimento decisivo per importanti itinerari di pellegrinaggio:
- La Via Francisca del Lucomagno collega il lago di Costanza al lago di Lugano e da lì all'Italia
- Tre cammini che portano a Santiago di Compostela si congiungono sul Lago di Costanza: dal Baden-Württemberg i cammini del Linzgau e dell’Hegau portano all’ex città vescovile di Costanza. Da Ulma, un ramo del cammino incrocia l’Alta Svevia e il Lago di Costanza
- La strada barocca dell'Alta Svevia (Oberschwäbische Barockstraße) è un percorso turistico tematico attraverso l'Alta Svevia che segue i temi di "natura, cultura, barocco". C’è un'estensione della strada attraverso la Svizzera e l'Austria, attorno al lago di Costanza.

Anche alcuni dei sentieri di lunga percorrenza della rete sentieristica europea, per esempio i sentieri europei E1, E4 e E5, si snodano lungo le rive del lago:
- Il Sentiero Europeo di Lunga Distanza E1, che va da Capo Nord a Salerno con una lunghezza totale di circa 7.000 km. È stato inaugurato il 2 luglio 1972 a Costanza insieme al Sentiero Europeo E5.
- Il sentiero a lunga distanza E4, che segue per 150 km la riva sud del Lago di Costanza
- Il Sentiero Europeo di Lunga Distanza E5, che attraversa le Alpi Centrali fino all'Italia.

#### Piste ciclabili e percorsi ciclabili a lunga percorrenza
Il Lago di Costanza dispone di una rete di piste ciclabili ben sviluppata e segnalata che supera i confini nazionali. La pista ciclabile del Lago di Costanza corre intorno al lago. Diverse piste ciclabili a lunga percorrenza conducono al lago a forma di stella, come:
- l’EuroVelo 15, detto anche "la strada del Reno"
- l’EuroVelo 6
- la pista ciclabile Bodensee-Königssee-Radweg

## Infrastrutture e trasporti
Traghetti per le auto collegano Romanshorn e Friedrichshafen, così come Costanza e Meersburg.

## Ambiente

### Flora
Ecco alcune piante terrestri:
- Gentiana pneumonanthe
- specie di orchidee dei generi Dactylorhiza e Orchis
- Giaggiolo siberiano (Iris sibirica) a Eriskircher Ried
- Nontiscordardime del Lago di Costanza (Myosotis rehsteineri)

Alcune piante acquatiche:
- Potamogeton
- Charophyceae
- Myriophyllum spicatum[32]
- Zannichellia palustris
- Littorella uniflora

### Fauna

#### Uccelli

##### Uccelli acquatici
Numerose specie di uccelli utilizzano la zona delle rive come zona di riproduzione e la zona delle acque basse come zona di alimentazione. La zona delle acque basse del Lago di Costanza è un'importante area di svernamento europea per gli uccelli acquatici. I cambiamenti di popolazione sono stati evidenti soprattutto per le anatre tuffatrici (ad esempio la moretta), visitatori invernali che sono aumentati notevolmente con l'aumento dell'offerta di cibo delle cozza zebra.
In primavera, il Lago di Costanza è un'importante area di riproduzione, soprattutto per le folaghe e gli svassi maggiori. Tuttavia, a causa delle forti oscillazioni del livello dell'acqua, alcune specie preferiscono altre aree di riproduzione. Tipici uccelli acquatici sono la spatola bianca, la bucephala clangula, lo smergo maggiore, il moriglione, l'airone cenerino, il codone comune, la moretta e il germano reale.

##### Uccelli canori
Secondo un'indagine condotta tra il 2000 e il 2003, le dieci specie di uccelli nidificanti più comuni sul Lago di Costanza sono, in ordine decrescente: merlo, fringuello, passero domestico, cinciallegra, capinera, storno, pettirosso, ciuffolotto, verdone e cinciarella.

##### Svernamento
Il Lago di Costanza è un'importante area di svernamento per circa 250.000 uccelli [98] all'anno. Specie di uccelli come il piovanello pancianera, la pavoncella e il chiurlo maggiore svernano sul Lago di Costanza.

##### Uccelli migratori in riposo
Durante la loro migrazione nel tardo autunno, sul lago si possono trovare numerose gavie. Il Lago di Costanza è molto importante anche come area di sosta durante la migrazione degli uccelli.

### Neozoi
Da tempo nell'ecosistema del Lago di Costanza si sono insediate specie "aliene" o "invasive", i cosiddetti neozoi: nuovi animali o specie aliene che si affermano in un nuovo ambiente e si riproducono, talvolta in massa. Nel processo, mettono in pericolo o sostituiscono alcune specie autoctone. Anche il riscaldamento globale causato dall'uomo gioca un ruolo importante.
Alcuni neozoi:
- molluschi come la cozza zebra e la spirula spirula
- pesci come il persico trota, lo spinarello, la trota iridea - crostacei come la mysida, il gambero di fiume americano, il granchio cinese
- meduse di acqua dolce come la craspedacusta sowerbii

### Riserva naturale
La più grande riserva naturale del Lago di Costanza è il delta del Reno, che si estende lungo la riva del Lago di Costanza tra la foce del vecchio corso del Reno e il Dornbirner Ach vicino a Hard.
Altre riserve naturali:
- Riserva naturale di Wollmatinger Ried (Untersee - Gnadensee): con una superficie totale di 767 ettari, è la più grande riserva naturale sulla sponda tedesca del Lago di Costanza e anche una delle più importanti, con una flora e una fauna ricche di specie.
- La penisola di Mettnau con la riserva naturale di Mettnau e l'estuario del Radolfzeller Aach sul lago di Zell sono di importanza regionale come zone di nidificazione delle anatre.
- L'area lacustre Bodenseeufer-Untere Güll
- Riserva naturale di Aachried o anche Bodenseeufer (Bodman-Ludwigshafen), intorno alla foce dello Stockacher Aach, tra Bodman e Ludwigshafen.